# Baerida
Ordre
Les Baerida (ou Baeriida) sont un ordre d'animaux de l'embranchement des éponges (les éponges sont des animaux sans organes ou appareils bien définis).
Il s'agit de Calcaronea dont le squelette est composé exclusivement de microdiactines, ou dans lequel les microdiactines constituent exclusivement ou de façon prédominante un secteur spécifique du squelette.Des spicules grands ou géants sont fréquemment présents dans le squelette cortical, à partir de laquelle ils peuvent partiellement ou totalement envahir le choanoderme.
L'ordre des Baeriida comprend des animaux appartenant à 4 familles.

## Liste des familles
Selon Catalogue of Life (17 janvier 2025) :
- famille Baeriidae Borojevic, Boury-Esnault & Vacelet, 2000
- famille Lepidoleuconidae Vacelet, 1967
- famille Petrobionidae Borojevic, 1979
- famille Trichogypsiidae Borojevic, Boury-Esnault et Vacelet, 2000